# Ban-de-la-Roche
Le Ban-de-la-Roche (deutsch Steintal) ist eine ehemalige französische Gemeinde im Elsass.
Sie bestand von 1974 bis 1991 und umfasste:
- Bellefosse
- Belmont (Bas-Rhin)
- Fouday (ab 1975)
- Waldersbach.